# Sismicité

Carte de la sismicité en Inde.

La sismicité, ou séismicité (vieilli), est en sismologie l'aléa de l'activité sismique d'une région en prenant en compte la fréquence, la localisation, la magnitude et les mécanismes intrinsèques des séismes qui s'y produisent. En tenant compte de la sismicité et de la vulnérabilité propre à chaque région, les scientifiques et les autorités en déduisent le risque sismique.

## Formule
La sismicité est calculée par modélisation en découpant la région étudiée selon un quadrillage en latitude, en longitude et en profondeur.
La formule du calcul de la sismicité est :
{\displaystyle S={\frac {\sum _{i}{E_{s0}}_{i}}{\delta \phi _{0}\,\delta \lambda _{0}\,\delta h_{0}\,\delta t_{0}}}}
où :
{\displaystyle {E_{s0}}_{i}} est l'énergie d'un évènement sismique unique (par exemple un séisme) ;
{\displaystyle {\delta \phi }_{0}} est l'intervalle en latitude ;
{\displaystyle {\delta \lambda }_{0}} est l'intervalle en longitude ;
{\displaystyle {\delta h}_{0}} la distance au foyer ;
{\displaystyle {\delta t}_{0}} la période de l'évènement sismique ;
Le résultat est la sismicité exprimée en énergie par unité de volume et de temps (joule/(km3*année)).